# Coupe du Maghreb des vainqueurs de coupe 1970-1971
Navigation
Édition précédente Édition suivante
La coupe du Maghreb des vainqueurs de coupe 1970-1971 est la deuxième édition de la coupe du Maghreb des vainqueurs de coupe, qui se déroule en décembre 1970, à Tunis.
La compétition est réservée aux vainqueurs de coupes nationales du Maroc, de Tunisie, et d'Algérie ; la Libye ne participe pas à cette édition. C'est l'Avenir sportif de La Marsa, finaliste de la coupe de Tunisie 1970, qui la remplace. La Renaissance sportive de Settat, bien que tenante du titre, n'y participe pas. La compétition se joue sous forme de matchs à élimination directe, mettant aux prises quatre clubs, qui s'affrontent à Tunis.
C'est le Club africain qui remporte la compétition en battant lors d'une finale tunisienne l'Avenir sportif de La Marsa, sur le score de 2 buts à 0.

## Équipes participantes
- Union sportive de la médina d'Alger - Finaliste de la coupe d'Algérie 1970
- Wydad Athletic Club - Vainqueur de la coupe du Maroc 1970
- Club africain - Vainqueur de la coupe de Tunisie 1970
- Avenir sportif de La Marsa - Finaliste de la coupe de Tunisie 1970

## Compétition

### Demi-finales
| Date        | Équipe 1      | Résultat         | Équipe 2  |
| ----------- | ------------- | ---------------- | --------- |
| 19 décembre | Club africain | 1 - 0            | USM Alger |
| 19 décembre | AS Marsa      | 0 - 0 3-2 t.a.b. | Wydad AC  |

Les demi-finales sont disputées le 19 décembre 1970. Le premier match se termine sur un but de Moncef Khouini (  63e). L'arbitre est M. Haraf (Maroc). Les formations sont les suivantes :
- CA : Sadok Sassi, Ahmed Zitouni, Ali Retima, Taoufik Klibi, Jalloul Chaoua, Mohamed Bennour, Tahar Chaïbi, Moncef Khouini, Abderrahmane Rahmouni, Salah Chaoua (puis Ezzedine Belhassine), Hassen Bayou
- USMA : Sid Ahmed Zebaïri, Mazouni, Rachid Debbah, Boubekeur Belbekri, Abdelkader Saâdi, Réda Abdouche (puis Rachid Lala), Kamel Tchalabi, Saïd Allik, Ali Attoui, Abderrahmane Meziani, Mouldi Aïssaoui (puis Kamel Berroudji)

Le second match nécessite le recours aux tirs au but. Le WAC réussit deux tirs par Larbi Aherdane et Alaoui[Qui ?] alors que les trois autres sont arrêtés par le gardien Ferjani Derouiche. Ce dernier ainsi qu'Ali Selmi et Abdessalem Chemam, réussissent leurs tirs alors que leurs coéquipiers ratent deux tirs. L'arbitre est Ben Ghanif[Qui ?] (Algérie). Les formations sont les suivantes :
- ASM : Ferjani Derouiche, Béchir Ben Tili, Slah Berrouba, Abdelaziz Abid, Ali Selmi, Hamadi Bouaziz, Tahar Gabsi Anniba (puis Ben Aziza), Hédi Douiri, Mouldi Bendadi, Abdessalem Chemam et Béji Ben Younes
- WAC : Abdelkader Ouaraghli, Abdelhak Benmoussa, Larbi Aherdane, Hamid, Abdelaziz, Mustapha Zeghrari, Mbarek Zahid, Ahmed Moujahid, Mehdi, Abdelaziz Bakili, Abdelkader Bidida

### Match pour la3eplace
| Date        | Équipe 1 | Résultat | Équipe 2  |
| ----------- | -------- | -------- | --------- |
| 20 décembre | Wydad AC | 3 - 1    | USM Alger |

Le WAC l'emporte sur des buts d'Abdelaziz Bakili (  26e), Larbi Aherdane ( pen 55) et Mohammed Sahraoui (  84e) contre un but de Kamel Tchalabi (  17e). Les formations sont :
- WAC : Abdelkader Ouaraghli (puis Ahmed El Khalidi), Abdelhak Benmoussa, Larbi Aherdane, Hamid (expulsé), Abdelaziz, Mustapha Zeghrari, Mbarek Zahid (puis Mohammed Sahraoui), Ahmed Moujahid, Mehdi, Abdelaziz Bakili, Abdelkader Bidida
- USMA : Sid Ahmed Zebaïri, Mazouni, Rachid Debbah, Boubekeur Belbekri, Djamel Keddou, Réda Abdouche, Kamel Tchalabi, Rachid Lala, Ali Attoui, Saïd Allik (puis Abderrahmane Meziani), Mouldi Aïssaoui

### Finale
| Date        | Équipe 1      | Résultat | Équipe 2 |
| ----------- | ------------- | -------- | -------- |
| 20 décembre | Club africain | 2 - 0    | AS Marsa |

Le Club africain l'emporte sur des buts de Salah Chaoua (  17e) et Moncef Khouini (  89e). Les formations sont :
- CA : Sadok Sassi, Ahmed Zitouni, Ali Retima (puis Hamza Mrad), Taoufik Klibi, Jalloul Chaoua, Mohamed Bennour, Tahar Chaïbi (puis Tahar Zidi), Moncef Khouini, Abderrahmane Rahmouni, Salah Chaoua, Hassen Bayou
- ASM : Ferjani Derouiche, Béchir Ben Tili, Slah Berrouba, Abdelaziz Abid, Ali Selmi, Hamadi Bouaziz, Tahar Gabsi Anniba, Hédi Douiri (puis Hamadi Chehab), Mouldi Bendadi, Abdessalem Chemam, Slaheddine Kricha

## Vainqueur
| Coupe du Maghreb des vainqueurs de coupe Vainqueur 1971 |
| ------------------------------------------------------- |
| Club africain Premier titre                             |

## Meilleurs buteurs
| Rang | Joueur            | Club          | Buts |
| ---- | ----------------- | ------------- | ---- |
| 1    | Moncef Khouini    | Club africain | 2    |
| 2    | Salah Chaoua      | Club africain | 1    |
| -    | Mohammed Sahraoui | Wydad AC      | 1    |
| -    | Larbi Aherdane    | Wydad AC      | 1    |
| -    | Abdelaziz Bakili  | Wydad AC      | 1    |
| -    | Kamel Tchalabi    | USM Alger     | 1    |